# Carrière de Miséry

La carrière de Miséry est une ancienne carrière désaffectée situé à Nantes, en France, dans le quartier Bellevue - Chantenay - Sainte-Anne.

## Description
La carrière de Miséry se trouve sur la rive droite de la Loire, au pied de la butte Saint-Anne formant l'extrémité sud du Sillon de Bretagne.
C'est un terrain de 3,10 hectares s'ouvrant en arc de cercle sur le fleuve, auquel on accède sur son côté sud depuis le boulevard de Cardiff et le quai Marquis-d'Aiguillon, tandis que les autres côtés en surplomb sont occupés notamment par le square Maurice-Schwob.

## Histoire

### Exploitation de granit
La légende veut que la carrière hérite du nom de « Miséry » car elle aurait servi de refuge à des miséreux ainsi qu'à des ermites[réf. nécessaire]. Exploitée depuis le XVIe siècle, elle appartenait aux seigneurs de la Hautière qui depuis cette époque en laissèrent la jouissance à la Ville de Nantes pour en extraire de la baryte sulfatée ainsi que deux variétés de granit (une roche très dure gris-bleu et une roche friable jaune) qui serviront d'abord à construire le pont de Pirmil et à renforcer l'enceinte de la ville, puis à paver les rues nantaises,. 
Au XVIIIe siècle, la carrière ne cesse de s'agrandir au point de semer la discorde entre la ville de Nantes, les propriétaires et les riverains. Sous la Révolution française, elle sert de lieu d'exécution des fusillades de Nantes au moment de la déroute de l'armée vendéenne lors de la Terreur,.
À partir de 1857, la ligne de chemin de fer entre Nantes et Saint-Nazaire longe le site sur son côté sud. Cette configuration dura presque un siècle jusqu'en 1955, année de l'inauguration du tunnel ferroviaire de Chantenay à partir de laquelle les rails sont enlevés. Dans les années 1970, une partie de l'espace vacant laissé par la voie ferrée permet d'élargir les voies routières. 

Vue panoramique de la carrière de Miséry en juillet 2019. Vue sur le bâtiment Cap 44 - Grands moulins de Loire, ancienne minoterie industrielle située sur le quai Saint-Louis du port de Nantes.

### Brasserie
Dès 1900, le site est occupé par une brasserie fondée par Eugène Burgelin, originaire de l'est de la France. L'activité brassicole cohabite alors jusqu'en 1915 avec l'activité extractive qui cesse cette année-là. En 1905, les trois plus grosses brasseries de Nantes (Schaeffer, Rottenbach et Burgelin) regroupent leurs activités sur le site de Miséry et fondent la « Société des brasseries nantaises » qui prend pour emblème un paludier. Un an plus tard, les Brasseries de la Meuse rachètent une partie des actions des trois associés. Le développement de l'activité employant une main-d'œuvre essentiellement féminine est alors fulgurante. L'usine qui, en 1928, a mis en place le premier atelier d'embouteillage de France, produit 200 000 bouteilles par jour et est considérée durant les années 1950 comme étant parmi l'une des plus importantes de France. L'activité brassicole perdure jusqu'au rachat de l'usine par le groupe BSN-Gervais Danone, qui décida de sa fermeture en 1985.
La majeure partie des bâtiments est détruite dès 1987, les derniers édifices comme le grand hall et le chalet de réception furent démolis en 1995. Depuis, ce terrain, propriété de la ville, est resté à l'état de friche,,. 

### Jardin extraordinaire
En juillet 2016, la municipalité envisageait de transformer l'ancienne carrière en jardin public dans le cadre d'un projet de réhabilitation du quartier du Bas-Chantenay. La partie ouest de ce jardin baptisé provisoirement « jardin extraordinaire » a été inaugurée le 28 septembre 2019 et compte 1,2 hectare, tandis que l'aménagement de la partie est interviendra trois ans plus tard. Plus de 200 espèces végétales y sont plantées et bénéficient du micro-climat de la carrière, abritée du vent et exposée plein sud. Il comporte une cascade de 25 mètres de hauteur, un escalier à flanc de falaise permettant de rejoindre le square Maurice-Schwob est inauguré en mars 2020, sept belvédères en surplomb et un mur d’escalade de 30 voies réparties en quatre secteurs de difficultés variables, allant de l'initiation aux niveaux plus techniques,.
Cette réhabilitation s'accompagnerait de l'installation d'une nouvelle attraction des Machines de l'île baptisée l'Arbre aux Hérons, annoncé en 2016 mais annulée en 2022.
En juin 2021, une trentaine de voies d'escalade sont ouvertes sur la paroi Est de la carrière, et inaugurées le 18 septembre 2021. Cela porte à soixante le nombre de voies sur les deux sites de la carrière Miséry et du Square Aubin situé à 300 m de là, en accès libre et gratuit,.

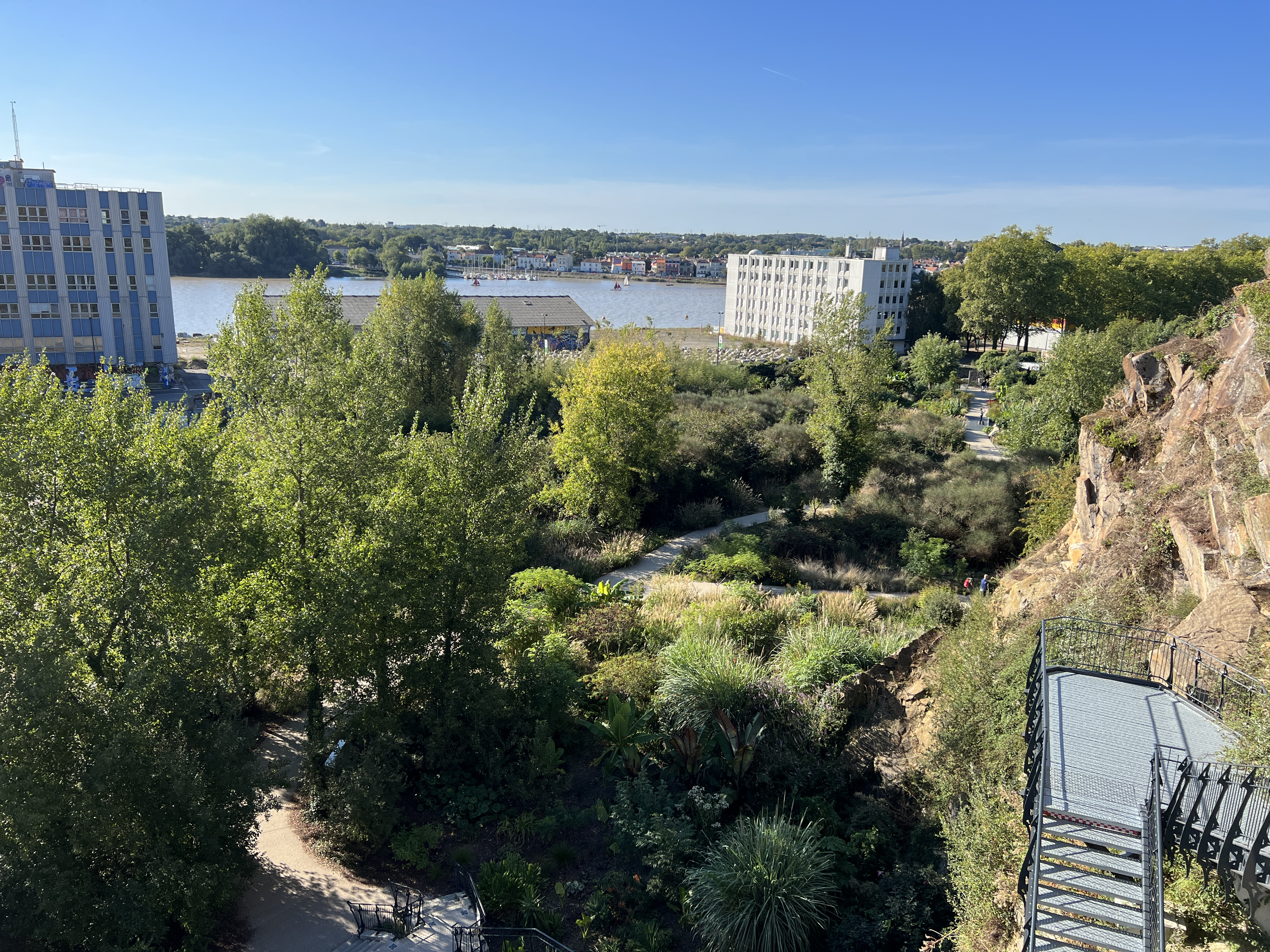
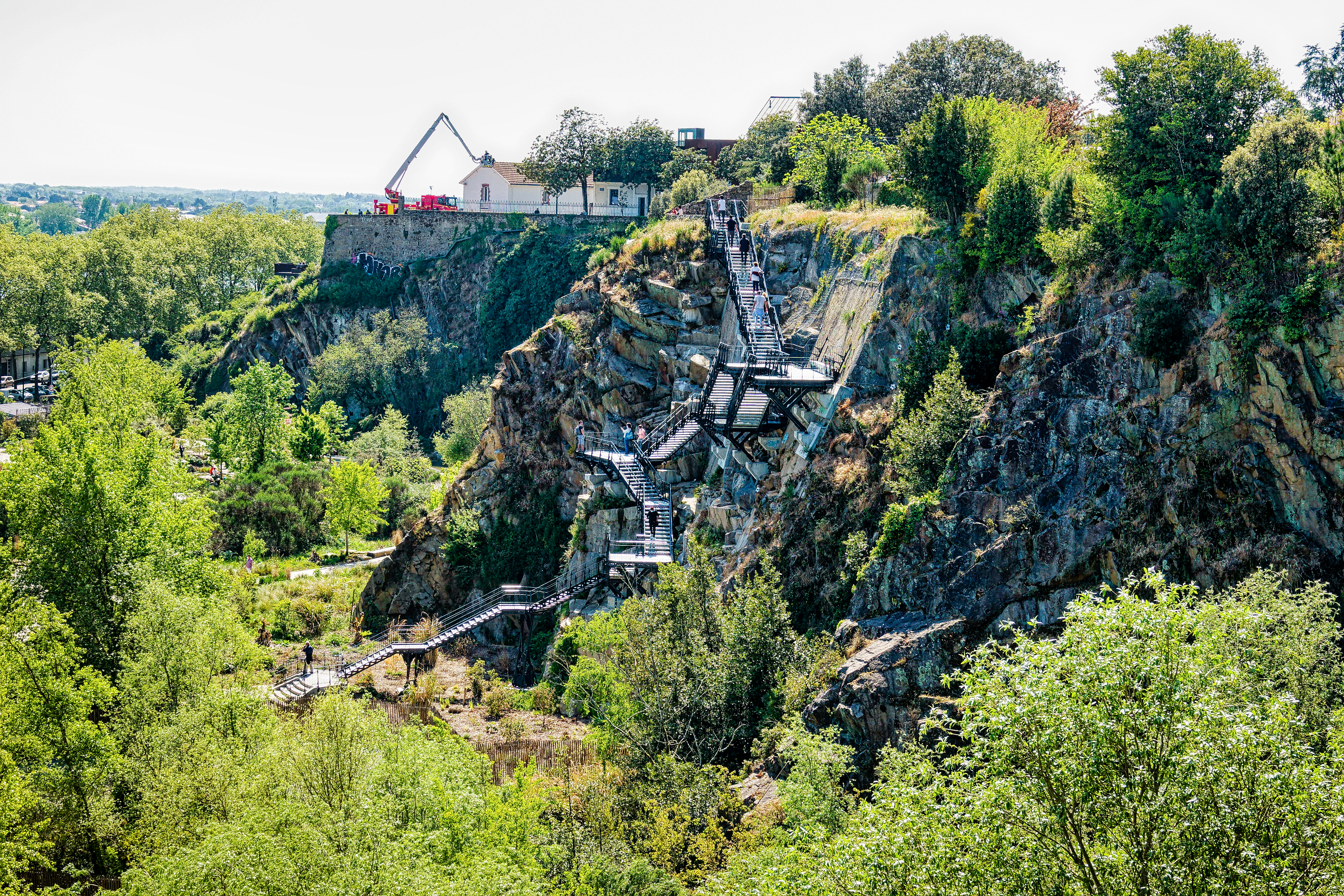
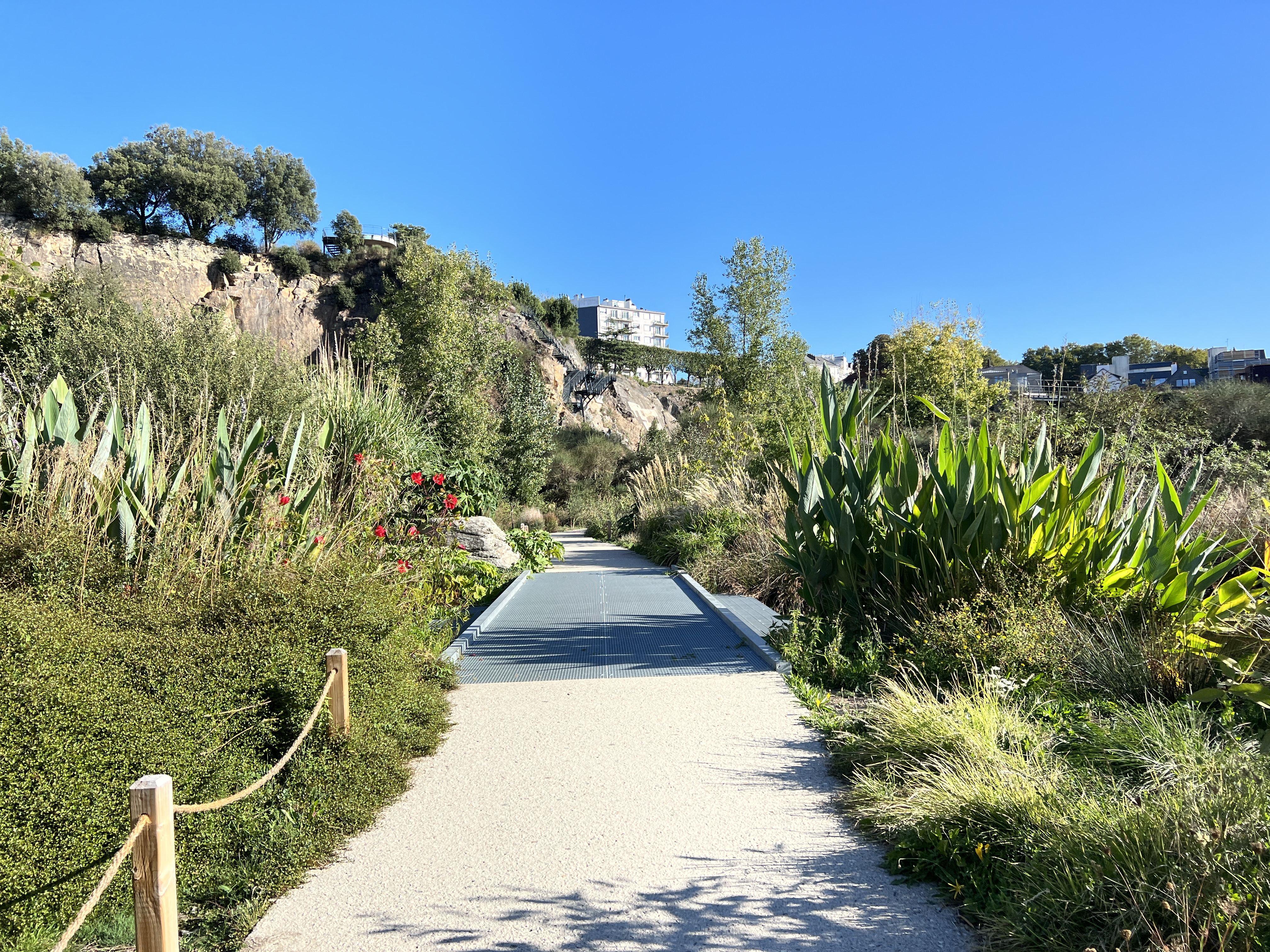
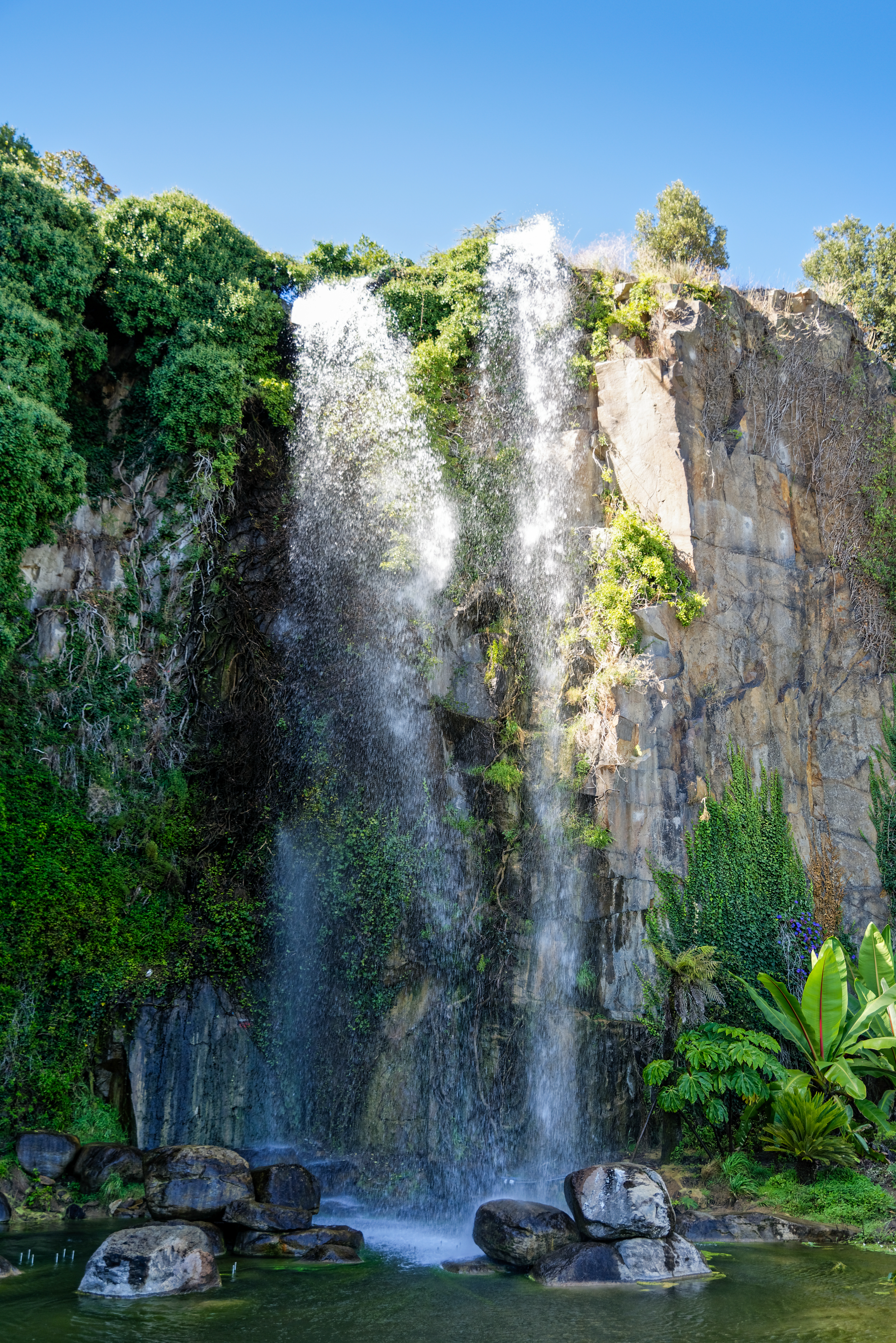